# Pygommatius nilgiriensis
Pygommatius nilgiriensis är en tvåvingeart som först beskrevs av Joseph och Parui 1989.  Pygommatius nilgiriensis ingår i släktet Pygommatius och familjen rovflugor. Inga underarter finns listade i Catalogue of Life.